# Persone di nome Mary
| Questa pagina contiene informazioni ricavate automaticamente dalle voci biografiche con l'ausilio del template Bio e di un bot. L'aggiornamento è periodico e automatico e ricostruisce completamente la pagina. Se manca una persona in questa lista, sei pregato di non aggiungerla, ma accertati piuttosto che la sua voce biografica contenga il template Bio e che i dati anagrafici siano correttamente compilati. Se il template Bio manca, inseriscilo tu stesso o, in alternativa, metti l'avviso {{tmp\|Bio}} che ne segnala la mancanza. Se i dati riportati sono sbagliati, correggi direttamente la voce biografica; le modifiche saranno visibili in questa lista entro pochi giorni. Per chiarimenti vedi il progetto antroponimi. La lista contiene solo le 557 persone che sono citate nell'enciclopedia e per le quali è stato implementato correttamente il template Bio. Pagina aggiornata al 6 ago 2025. |

Questa è una lista di persone presenti nell'enciclopedia che hanno il nome Mary, suddivise per attività principale.

## Allevatori(1)
- Mary Anderson, allevatore statunitense (Greene County, n. 1866 - Monteagle, † 1953)

## Alpiniste(1)
- Isabella Charlet-Straton, alpinista britannica (n. 1838 - † 1918)

## Antiquarie(1)
- Mary Lasker, antiquaria e filantropa statunitense (Watertown, n. 1900 - † 1994)

## Antropologhe(1)
- Mary Douglas, antropologa britannica (Sanremo, n. 1921 - Londra, † 2007)

## Arbitri di calcio(1)
- Tori Penso, arbitro di calcio statunitense (Stuart, n. 1986)

## Archeologhe(1)
- Mary Leakey, archeologa britannica (Londra, n. 1913 - Nairobi, † 1996)

## Architetti(1)
- Mary Colter, architetto e designer statunitense (Pittsburgh, n. 1869 - Santa Fe, † 1958)

## Artigiane(1)
- May Morris, artigiana e insegnante britannica (Bexley, n. 1862 - Kelmscott, † 1938)

## Artiste(3)
- Mary Delany, artista inglese (Coulston, n. 1700 - Windsor, † 1788)
- Mary Fraser Tytler, artista britannica (n. 1849 - Compton, † 1938)
- Mary Shepard, artista e illustratrice britannica (Surrey, n. 1909 - Londra, † 2000)

## Assassine seriali(2)
- Mary Bell, serial killer britannica (Newcastle upon Tyne, n. 1957)
- Mary Ann Cotton, serial killer britannica (Low Moorsley, n. 1832 - Durham, † 1873)

## Astronaute(2)
- Mary Cleave, astronauta e ingegnera statunitense (Southampton, n. 1947 - Annapolis, † 2023)
- Mary Weber, ex astronauta e ingegnere statunitense (Cleveland, n. 1962)

## Astronome(3)
- Mary Adela Blagg, astronoma britannica (Cheadle, n. 1858 - Cheadle, † 1944)
- Mary Field, astronoma e fotografa inglese (Yorkshire, n. 1813 - † 1885)
- Mary Watson Whitney, astronoma statunitense (Waltham, n. 1847 - Waltham, † 1921)

## Atlete paralimpiche(2)
- Shea Cowart, ex atleta paralimpica statunitense (n. 1979)
- Mary Nakhumicha Zakayo, atleta paralimpica keniota (n. 1979)

## Attiviste(15)
- Mary Ritter Beard, attivista, storica e archivista statunitense (Indianapolis, n. 1876 - Phoenix, † 1958)
- Mary Church Terrell, attivista e giornalista statunitense (Memphis, n. 1863 - Annapolis, † 1954)
- Tipper Gore, attivista e scrittrice statunitense (Washington, n. 1948)
- Mary Grew, attivista statunitense (Hartford, n. 1813 - Filadelfia, † 1896)
- Mary Leigh, attivista britannica (Manchester, n. 1885 - † 1978)
- Mary Ann M'Clintock, attivista statunitense (Burlington, n. 1800 - Filadelfia, † 1884)
- Mary Hutcheson Page, attivista statunitense (Columbus, n. 1860 - Massachusetts, † 1940)
- Irene Parlby, attivista e politica canadese (n. 1868 - † 1965)
- Brownie Mary, attivista statunitense (Chicago, n. 1922 - San Francisco, † 1999)
- Mary Anne Rawson, attivista britannica (Sheffield, n. 1801 - † 1887)
- Mary Harriman Rumsey, attivista e funzionario statunitense (New York, n. 1881 - Washington, † 1934)
- Mary Ann Shadd Cary, attivista, educatrice e scrittrice statunitense (Wilmington, n. 1823 - Washington, † 1893)
- Mary Louise Smith, attivista statunitense (Montgomery, n. 1937)
- Mary Ann Vecchio, attivista statunitense (Palermo, n. 1955)
- Mary Whitehouse, attivista inglese (Nuneaton, n. 1910 - Colchester, † 2001)

## Attrici pornografiche(2)
- Mary Carey, ex attrice pornografica, regista e politica statunitense (Cleveland, n. 1980)
- Mary Millington, attrice pornografica, attivista e imprenditrice britannica (Kenton, n. 1945 - Walton-on-the-Hill, † 1979)

## Attrici teatrali(2)
- Mary Ann Duff, attrice teatrale inglese (Londra, n. 1794 - New York, † 1857)
- Mary Shaw, attrice teatrale e regista statunitense (n. 1860 - † 1929)

## Aviatrici(4)
- Mary Ann Campana, aviatrice italiana (Barrea, n. 1913 - Lakewood, † 2009)
- Mary du Caurroy Tribe, aviatrice e ornitologa inglese (Stockbridge, n. 1865 - Great Yarmouth, † 1937)
- Mary Ellis, aviatrice britannica (Leafield, n. 1917 - Isola di Wight, † 2018)
- Wally Funk, aviatrice e astronauta statunitense (Las Vegas, n. 1939)

## Avvocate(2)
- Elizabeth Edwards, avvocato e politica statunitense (Jacksonville, n. 1949 - Chapel Hill, † 2010)
- Mary McAleese, avvocato e attivista |Attività3 = politica irlandese (Belfast, n. 1951)

## Biochimiche(1)
- Mary Engle Pennington, biochimica e batteriologa statunitense (Nashville, n. 1872 - New York, † 1952)

## Biologhe(2)
- Mary Frances Lyon, biologa britannica (Norwich, n. 1925 - Oxfordshire, † 2014)
- Mary Alice McWhinnie, biologa e docente statunitense (Chicago, n. 1922 - † 1980)

## Botaniche(1)
- Mary Belle Allen, botanica, chimica e biologa statunitense (Morristown, n. 1922 - Fairbanks, † 1973)

## Briganti(1)
- Mary Bryant, brigante britannica (Fowey, n. 1765)

## Calciatrici(3)
- Mary Earps, calciatrice britannica (Nottingham, n. 1993)
- Mary Fowler, calciatrice australiana (Cairns, n. 2003)
- Abby Wambach, ex calciatrice statunitense (Rochester, n. 1980)

## Canoiste(1)
- Mary Ann DuChai, canoista statunitense (Ravenna, n. 1939)

## Canottiere(1)
- Mary Whipple, canottiera statunitense (Sacramento, n. 1980)

## Cantanti(18)
- Mary Black, cantante irlandese (Dublino, n. 1955)
- Mary Byrne, cantante irlandese (Dublino, n. 1959)
- Moll Davis, cantante e attrice teatrale britannica († 1708)
- Beth Ditto, cantante statunitense (Searcy, n. 1981)
- Mary Ford, cantante statunitense (El Monte, n. 1924 - Arcadia, † 1977)
- Virginia Gabriel, cantante e compositrice britannica (Banstead, n. 1825 - Londra, † 1877)
- Mary Hansen, cantante, chitarrista e batterista australiana (Maryborough, n. 1966 - Londra, † 2002)
- Mary Hopkin, cantante britannica (Pontardawe, n. 1950)
- Mary Komasa, cantante polacca (Poznań, n. 1985)
- Mary Lambert, cantante, cantautrice e poetessa statunitense (Everett, n. 1989)
- Mary MacGregor, cantante statunitense (Saint Paul, n. 1948)
- Mary Ramsey, cantante e violista statunitense (Washington, n. 1963)
- Mary Roos, cantante tedesca (Bingen am Rhein, n. 1949)
- Mary Schneider, cantante australiana (Rockhampton, n. 1932)
- Mary Spiteri, cantante maltese (Naxxar, n. 1947)
- Mary Travers, cantante statunitense (Louisville, n. 1936 - Danbury, † 2009)
- Mary Wells, cantante statunitense (Detroit, n. 1943 - Los Angeles, † 1992)
- Mary Wilson, cantante statunitense (Detroit, n. 1944 - Henderson, † 2021)

## Cantautrici(4)
- Mary J. Blige, cantautrice, attrice e produttrice discografica statunitense (New York, n. 1971)
- Mary Chapin Carpenter, cantautrice e chitarrista statunitense (n. 1958)
- Mary Gauthier, cantautrice statunitense (New Orleans, n. 1962)
- Mary Margaret O'Hara, cantautrice canadese (Toronto)

## Cavallerizze(2)
- Mary Gordon-Watson, cavallerizza britannica (Blandford Forum, n. 1948)
- Mary King, cavallerizza britannica (Newark-on-Trent, n. 1968)

## Ceramiste(1)
- Mary Louise McLaughlin, ceramista statunitense (Cincinnati, n. 1847 - † 1939)

## Cestiste(6)
- Molly Creamer, ex cestista statunitense (Ridgewood, n. 1981)
- Mary Durojaye, ex cestista nigeriana (Londra, n. 1990)
- Kamie Ethridge, ex cestista e allenatrice di pallacanestro statunitense (Hereford, n. 1964)
- Mary Lois Finley, ex cestista statunitense (Gray, n. 1946)
- Mary Anne O'Connor, ex cestista statunitense (Bridgeport, n. 1953)
- Mary Williams, cestista statunitense (n. 1950 - Lake Jackson, † 2025)

## Chimiche(1)
- Mary L. Good, chimica statunitense (Grapevine, n. 1931 - Little Rock, † 2019)

## Cicliste su strada(1)
- Kimberley Le Court, ciclista su strada e mountain biker mauriziana (Curepipe, n. 1996)

## Collezioniste d'arte(1)
- Mary Telfair, collezionista d'arte e filantropa statunitense (Augusta, n. 1791 - Savannah, † 1875)

## Conduttrici radiofoniche(1)
- Mary Cacciola, conduttrice radiofonica italiana (Reggio Calabria, n. 1970)

## Conduttrici televisive(1)
- Mary de Gennaro, conduttrice televisiva, giornalista e attrice italiana (Molfetta, n. 1982)

## Contralti(1)
- Mary Shaw, contralto inglese (Kent, n. 1814 - Hadleigh Hall, † 1876)

## Corsari(1)
- Mary Anne Talbot, corsaro inglese (Londra, n. 1778 - Shropshire, † 1808)

## Costumiste(5)
- Mary Claire Hannan, costumista statunitense (San Francisco)
- Mary Percy Schenck, costumista statunitense (Jersey City, n. 1917 - Tennent, † 2005)
- Mary E. Vogt, costumista statunitense (Long Beach, n. 1950)
- Mary Wills, costumista statunitense (Prescott, n. 1914 - Sedona, † 1997)
- Mary Zophres, costumista statunitense (Fort Lauderdale, n. 1964)

## Criminali(4)
- Mary Brunner, criminale statunitense (Eau Claire, Wisconsin, n. 1943)
- Mary Frith, criminale inglese (Londra - Londra, † 1659)
- Mary Surratt, criminale statunitense (Waterloo - Washington, † 1865)
- Mary Pearcey, criminale britannica (Londra, n. 1866 - Londra, † 1890)

## Critiche d'arte(1)
- Myfanwy Piper, critica d'arte e librettista britannica (Londra, n. 1911 - Fawley Bottom, † 1997)

## Critiche letterarie(1)
- Mary Bly, critica letteraria e scrittrice statunitense (n. 1962)

## Cuoche(1)
- Mary Mallon, cuoca irlandese (Cookstown, n. 1869 - New York, † 1938)

## Curatrici editoriali(1)
- Mary Jo Duffy, curatrice editoriale e fumettista statunitense (New York, n. 1954)

## Danzatrici(2)
- Mary Anthony, ballerina, coreografa e insegnante statunitense (Newport, n. 1916 - Manhattan, † 2014)
- Mary Wigman, ballerina e coreografa tedesca (Hannover, n. 1886 - Berlino Ovest, † 1973)

## Diplomatiche(2)
- Mary Ann Glendon, diplomatica e attivista statunitense (Pittsfield, n. 1938)
- Mary Simon, diplomatica, politica e conduttrice televisiva canadese (Kangiqsualujjuaq, n. 1947)

## Direttrici artistiche(1)
- Mary Skeaping, direttrice artistica, coreografa e ballerina britannica (Londra, n. 1902 - Londra, † 1984)

## Disegnatrici(1)
- Mary Blair, disegnatrice statunitense (McAlester, n. 1911 - Soquel, † 1978)

## Divulgatrici scientifiche(1)
- Mary Treat, divulgatrice scientifica e attivista statunitense (Trumansburg, n. 1830 - Pembroke, † 1923)

## Doppiatrici(2)
- Mary Kay Bergman, doppiatrice statunitense (Los Angeles, n. 1961 - Los Angeles, † 1999)
- Mary Gibbs, doppiatrice statunitense (Pasadena, n. 1996)

## Drammaturghe(1)
- Mary P. Burrill, drammaturga statunitense (Washington, n. 1881 - New York, † 1946)

## Editrici(1)
- Mary Katherine Goddard, editrice statunitense (n. 1738 - Baltimora, † 1816)

## Educatrici(2)
- Mary McLeod Bethune, educatrice e imprenditrice statunitense (Mayesville, n. 1875 - Daytona Beach, † 1955)
- Mary Mason Lyon, educatrice statunitense (Buckland, n. 1797 - South Hadley, † 1849)

## Filantrope(4)
- Mary Josephine Bedford, filantropa e attivista inglese (Inghilterra, n. 1861 - Brisbane, † 1955)
- Mary Carpenter, filantropa e educatrice britannica (Exeter, n. 1807 - Bristol, † 1877)
- Mary Foster, filantropa statunitense (Honolulu, n. 1844 - Honolulu, † 1930)
- Mary Anne MacLeod Trump, filantropa britannica (Tong, n. 1912 - New Hyde Park, † 2000)

## Filosofe(5)
- Mary Daly, filosofa e teologa statunitense (Schenectady, n. 1928 - Gardner, † 2010)
- Mary Hesse, filosofa britannica (Reigate, n. 1924 - † 2016)
- Mary Midgley, filosofa britannica (Londra, n. 1919 - Jesmond, † 2018)
- Mary Parker Follett, filosofa, politologa e scrittrice statunitense (Quincy, n. 1868 - Boston, † 1933)
- Mary Wollstonecraft, filosofa e scrittrice britannica (Londra, n. 1759 - Londra, † 1797)

## First lady(1)
- Mary Todd Lincoln, first lady statunitense (Lexington, n. 1818 - Springfield, † 1882)

## Fisiche(1)
- Mary K. Gaillard, fisica statunitense (New Brunswick, n. 1939 - † 2025)

## Fotografe(6)
- Mary Devens, fotografa statunitense (Ware, n. 1857 - Cambridge, † 1920)
- Mary Dillwyn, fotografa britannica (n. 1816 - Arthog, † 1906)
- Olive Edis, fotografa e imprenditrice inglese (Londra, n. 1876 - † 1955)
- Mary Ellen Mark, fotografa statunitense (Filadelfia, n. 1940 - New York, † 2015)
- Mary McCartney, fotografa inglese (Londra, n. 1969)
- Mary Steen, fotografa danese (Hvilsager, n. 1856 - Copenaghen, † 1939)

## Fumettiste(3)
- Louise Simonson, fumettista statunitense (Atlanta, n. 1946)
- Mary Fleener, fumettista statunitense (n. 1951)
- Mary M. Talbot, fumettista e saggista britannica (Wigan, n. 1954)

## Funzionarie(1)
- Mary Fagan, funzionaria britannica (Gonalston, n. 1939)

## Genetiste(1)
- Mary Styles Harris, genetista statunitense (Nashville, n. 1949)

## Geologhe(1)
- Mary Horner Lyell, geologa britannica (Londra, n. 1808 - Londra, † 1873)

## Ginecologhe(1)
- Frances Ivens, ginecologa e chirurga britannica (Little Harborough, n. 1870 - Killagorden, † 1944)

## Ginnaste(2)
- Elise Ray, ex ginnasta statunitense (Tallahassee, n. 1982)
- Mary Lou Retton, ex ginnasta statunitense (Fairmont, n. 1968)

## Giornaliste(4)
- Mary Calvi, giornalista statunitense (New York, n. 1969)
- Mary Livermore, giornalista e attivista statunitense (Boston, n. 1820 - Melrose, † 1905)
- Mary Mapes, giornalista statunitense (Washington, n. 1956)
- Mary Schmich, giornalista statunitense (Savannah, n. 1953)

## Golfiste(1)
- Mary Ives Abbott, golfista e scrittrice statunitense (Salem, n. 1857 - Miami, † 1904)

## Greciste(1)
- Mary Lefkowitz, grecista e latinista statunitense (New York, n. 1935)

## Imprenditrici(4)
- Mary Barra, imprenditrice statunitense (Waterford, n. 1961)
- Mary Callahan Erdoes, imprenditrice statunitense (n. 1967)
- Mary Nzimiro, imprenditrice e politica nigeriana (Oguta, n. 1898 - Oguta, † 1993)
- Mary Seacole, imprenditrice e infermiera giamaicana (Kingston, n. 1805 - Paddington, † 1881)

## Infermiere(3)
- Mary Ann Bevan, infermiera britannica (Plaistow, n. 1874 - Coney Island, † 1933)
- Mary Ann Bickerdyke, infermiera statunitense (Contea di Knox, n. 1817 - Bunker Hill, † 1901)
- Mary Breckinridge, infermiera statunitense (Memphis, n. 1881 - Hyden, † 1965)

## Informatiche(1)
- Mary Allen Wilkes, informatica statunitense (Chicago, n. 1937)

## Insegnanti(6)
- Mary Annette Anderson, docente statunitense (Shoreham, n. 1874 - Shoreham, † 1922)
- Mary Gawthorpe, insegnante e attivista britannica (Leeds, n. 1881 - New York, † 1973)
- Mary Kay Letourneau, insegnante statunitense (Tustin, n. 1962 - Des Moines, † 2020)
- Mary Stone McDowell, insegnante e educatrice statunitense (New York, n. 1876 - Brooklyn, † 1955)
- Mary Arthur McElroy, insegnante statunitense (Greenwich, n. 1841 - Albany, † 1917)
- Mary Peake, insegnante e filantropa statunitense (Norfolk, n. 1823 - † 1862)

## Letterate(1)
- Mary Basset, letterata e traduttrice inglese (n. 1523 - Londra, † 1572)

## Lunghiste(1)
- Mary Rand, ex lunghista, multiplista e velocista britannica (Wells, n. 1940)

## Magistrate(1)
- Mary Bartelme, giudice e avvocato statunitense (Chicago, n. 1866 - Carmel, † 1954)

## Maratonete(2)
- Mary Keitany, ex maratoneta keniota (Baringo, n. 1982)
- Mary Joy Tabal, maratoneta filippina (Cebu, n. 1989)

## Matematiche(4)
- Mary Cartwright, matematica britannica (Aynho, n. 1900 - Cambridge, † 1998)
- Mary Everest Boole, matematica e filosofa britannica (Wickwar, n. 1832 - Middlesex, † 1916)
- Mary Jackson, matematica e ingegnera statunitense (Hampton, n. 1921 - Hampton, † 2005)
- Mary Somerville, matematica e astronoma scozzese (Jedburgh, n. 1780 - Napoli, † 1872)

## Medici(8)
- Mary Alice Blair, medico neozelandese (Dunedin, n. 1880 - Londra, † 1962)
- Mary Booth, medico australiana (Sydney, n. 1869 - Sydney, † 1956)
- Mary Calderone, medico statunitense (New York, n. 1904 - Kennett Square, † 1998)
- Mary De Garis, medico australiano (Charlton, n. 1881 - Geelong, † 1963)
- Mary Edwards Walker, medico e attivista statunitense (Oswego, n. 1832 - Oswego, † 1919)
- Mary Ethel Hayter Florey, medico australiana (Stanmore, n. 1900 - Marston, † 1966)
- Mary Corinna Putnam Jacobi, medico e docente statunitense (Londra, n. 1842 - New York, † 1906)
- Mary Broadfoot Walker, medico scozzese (Wigtown, n. 1888 - Wigtown, † 1974)

## Mezzofondiste(4)
- Mary Cain, mezzofondista statunitense (New York, n. 1996)
- Mary Decker, ex mezzofondista statunitense (Flemington, n. 1958)
- Mary Ekiru, mezzofondista keniota (n. 2000)
- Mary Moraa, mezzofondista e velocista keniota (n. 2000)

## Militari(3)
- Mary Baxter Ellis, militare britannico (Newcastle upon Tyne, n. 1892 - Corbridge, † 1968)
- Mary Hallaren, militare statunitense (Lowell, n. 1907 - McLean, † 2005)
- Mary H. J. Henderson, militare scozzese (Old Machar, n. 1874 - Rhynie, † 1938)

## Modelle(7)
- Mary Katherine Campbell, modella statunitense (Columbus, n. 1905 - † 1990)
- Maureen Cox, modella britannica (Liverpool, n. 1946 - Seattle, † 1994)
- Mary Therese Friel, modella statunitense (Rochester, n. 1960)
- Mary Leona Gage, modella statunitense (Longview, n. 1939 - Sherman Oaks, † 2010)
- Mary Jean Lastimosa, modella filippina (Cotabato, n. 1987)
- Mary Ann Mobley, modella e attrice statunitense (Brandon, n. 1939 - Beverly Hills, † 2014)
- Mary Stavin, modella, attrice e cantante svedese (Örebro, n. 1957)

## Montatrici(2)
- Mary Jo Markey, montatrice statunitense
- Mary Sweeney, montatrice, produttrice cinematografica e sceneggiatrice statunitense (Madison, n. 1953)

## Multipliste(1)
- Mary Peters, ex multiplista britannica (Halewood, n. 1939)

## Musiciste(1)
- Mary Bergin, musicista irlandese (Shankill, n. 1949)

## Musicologhe(1)
- Elizabeth Bartlet, musicologa canadese (Renfrew, n. 1948 - Durham, † 2005)

## Naturaliste(1)
- Mary Elizabeth Barber, naturalista, entomologa e botanica britannica (South Newton, n. 1818 - Pietermaritzburg, † 1899)

## Neuroscienziate(1)
- Mary Jeanne Kreek, neuroscienziata statunitense (Washington, D.C., n. 1937 - New York, † 2021)

## Nobildonne(27)
- Mary Bentinck, nobildonna inglese (n. 1679 - † 1726)
- Mary Eleanor Bowes, nobildonna britannica (Barnard Castle, n. 1749 - † 1800)
- Mary Bowes-Lyon, nobildonna britannica (Angus, n. 1883 - Inveresk, † 1961)
- Mary Brandon, nobildonna inglese (Inghilterra, n. 1510 - Inghilterra, † 1544)
- Mary Capell, nobildonna inglese (Little Hadham, n. 1630 - Chelsea, † 1715)
- Mary Cavendish, nobildonna inglese (n. 1556 - † 1632)
- Mary Cavendish-Bentinck, nobildonna e mecenate inglese (Londra, n. 1861 - Londra, † 1948)
- Mary Clavering, nobildonna inglese (n. 1685 - † 1724)
- Mary Kathleen Crichton, nobildonna britannica (n. 1905 - † 1990)
- Mary Dering, nobildonna e compositrice inglese (Londra, n. 1629 - Pluckley, † 1705)
- Mary Fiennes, nobildonna inglese (n. 1495 - † 1531)
- Mary Fitzalan-Howard, nobildonna inglese (Londra, n. 1905 - Burgess Hill, † 1992)
- Mary Godolphin, nobildonna inglese (n. 1723 - † 1764)
- Mary Grey, nobildonna inglese (n. 1545 - Londra, † 1578)
- Mary Grosvenor, nobildonna inglese (Millbank, n. 1821 - Bletchingdon, † 1912)
- Mary Hamilton-Nisbet, nobildonna scozzese (Dirleton, n. 1778 - † 1855)
- Mary Lepell, nobildonna inglese (n. 1700 - Ickworth, † 1768)
- Mary Grey, nobildonna inglese (Castello di Windsor, n. 1858 - Londra, † 1940)
- Mary Paget, nobildonna inglese (Londra, n. 1812 - Londra, † 1859)
- Mary Seymour, nobildonna inglese (Sudeley Castle, n. 1548 - Grimethorpe, † 1550)
- Mary Soames, nobildonna britannica (Chartwell, n. 1922 - Londra, † 2014)
- Mary Talbot, nobildonna inglese († 1572)
- Mary Tudor, contessa di Derwentwater, nobildonna e attrice inglese (n. 1673 - Parigi, † 1726)
- Mary Villiers, duchessa di Buckingham, nobildonna inglese (n. 1638 - † 1704)
- Mary Theresa Villiers, nobildonna e scrittrice inglese (n. 1803 - Oxford, † 1865)
- Mary Villiers, contessa di Buckingham, nobildonna inglese (n. 1570 - † 1632)
- Mary Wyndham, nobildonna inglese (Londra, n. 1862 - † 1937)

## Nobili(10)
- Mary Bruce, nobile scozzese (n. 1273 - † 1323)
- Emily Cecil, marchesa di Salisbury, nobile inglese (Dublino, n. 1750 - Hatfield House, † 1835)
- Mary Churchill, nobile britannica (n. 1689 - † 1751)
- Mary Dudley, nobile inglese (Londra, † 1586)
- Mary FitzAlan, nobile britannica (Exeter, n. 1541 - Strand, † 1557)
- Mary FitzRoy, nobile inglese (n. 1519 - † 1557)
- Mary Alice Gascoyne-Cecil, nobile inglese (Hatfield, n. 1895 - Westminster, † 1988)
- Mary Scott, III contessa di Buccleuch, nobile scozzese (n. 1647 - † 1661)
- Mary Woodville, nobile inglese (n. 1456 - † 1481)
- Mary Wortley-Montagu, nobile britannica (Costantinopoli, n. 1718 - Isleworth, † 1794)

## Nuotatrici(8)
- Mary Kok, ex nuotatrice olandese (Hilversum, n. 1940)
- Mary Anne Marchino, nuotatrice statunitense (Indianapolis, n. 1938 - † 2021)
- Mary T. Meagher, ex nuotatrice statunitense (Louisville, n. 1964)
- Mary Mohler, nuotatrice statunitense (Middlesex, n. 1984)
- Mary Sears, ex nuotatrice statunitense (Portsmouth, n. 1939)
- Marilee Stepan, nuotatrice statunitense (Chicago, n. 1935 - Winnetka, † 2021)
- Mary Stewart, ex nuotatrice canadese (Vancouver, n. 1945)
- Mary Wayte, ex nuotatrice statunitense (Mercer Island, n. 1965)

## Paleontologhe(1)
- Mary Anning, paleontologa britannica (Lyme Regis, n. 1799 - Lyme Regis, † 1847)

## Pallavoliste(2)
- Mary Lake, pallavolista statunitense (n. 1998)
- Mary Spicer, ex pallavolista e allenatrice di pallavolo statunitense (Barrington, n. 1987)

## Patriote(1)
- Mary Ludwig Hays McCauley, patriota statunitense (Trenton, n. 1744 - Carlisle, † 1832)

## Pattinatrici di velocità su ghiaccio(1)
- Mary Meyers, pattinatrice di velocità su ghiaccio statunitense (Saint Paul, n. 1946 - Saint Paul, † 2024)

## Pediatre(1)
- Mary Ellen Avery, pediatra statunitense (Camden, n. 1927 - Wellesley, † 2011)

## Pianiste(1)
- Mary Lou Williams, pianista, arrangiatrice e compositrice statunitense (Atlanta, n. 1910 - Durham, † 1981)

## Pirate(1)
- Mary Read, pirata britannica (Plymouth, n. 1685 - Giamaica, † 1721)

## Pittrici(6)
- Mary Beale, pittrice inglese (Suffolk, n. 1633 - Pall Mall, † 1699)
- Evelyn De Morgan, pittrice britannica (Londra, n. 1855 - Londra, † 1919)
- Mary Fairchild, pittrice statunitense (New Haven, n. 1858 - Bronxville, † 1946)
- Mary Moser, pittrice inglese (Londra, n. 1744 - Londra, † 1819)
- Mary Rogers, pittrice statunitense (n. 1882 - New York, † 1920)
- Mary Cassatt, pittrice statunitense (Pittsburgh, n. 1844 - Château de Beaufresne, † 1926)

## Poetesse(6)
- Mary Meilak, poetessa maltese (Rabat, n. 1905 - † 1975)
- Mary Oliver, poetessa statunitense (Maple Heights, n. 1935 - Hobe Sound, † 2019)
- Mary de Rachewiltz, poetessa e saggista italiana (Bressanone, n. 1925)
- Mary Robinson, poetessa inglese (Bristol, n. 1757 - † 1800)
- Mary Sidney, poetessa, scrittrice e traduttrice inglese (Bewdley, n. 1561 - Londra, † 1621)
- Mary Wroth, poetessa inglese (n. 1586 - † 1652)

## Politiche(22)
- Mary Banotti, politica irlandese (Malahide, n. 1939 - Dublino, † 2024)
- Mary Bono, politica statunitense (Cleveland, n. 1961)
- Mary Creagh, politica britannica (Coventry, n. 1967)
- Elizabeth Dole, politica statunitense (Salisbury, n. 1936)
- Mary Fallin, politica statunitense (Warrensburg, n. 1954)
- Heidi Heitkamp, politica e avvocato statunitense (Breckenridge, n. 1955)
- Mary Landrieu, politica statunitense (Arlington, n. 1955)
- Irene Curzon, II baronessa Ravensdale, politica inglese (Londra, n. 1896 - Londra, † 1966)
- Mary Lou McDonald, politica irlandese (Churchtown, n. 1969)
- Mary Miller, politica statunitense (Oak Park, n. 1959)
- Mary Peltola, politica statunitense (Anchorage, n. 1973)
- Mary Peters, politica statunitense (Peoria, n. 1948)
- Grace Poe, politica filippina (Iloilo, n. 1968)
- Jodi Rell, politica statunitense (Norfolk, n. 1946 - † 2024)
- Mary Richardson, politica canadese (n. 1889 - Hastings, † 1961)
- Mary Robinson, politica e avvocata irlandese (Ballina, n. 1944)
- Mary Gay Scanlon, politica statunitense (Watertown, n. 1959)
- Mary Schapiro, politica e avvocato statunitense (New York, n. 1955)
- Mary Harrison McKee, politica statunitense (Indianapolis, n. 1858 - Greenwich, † 1930)
- Mary Louise Smith, politica e attivista statunitense (Eddyville, n. 1914 - Des Moines, † 1997)
- Liz Truss, politica britannica (Oxford, n. 1975)
- Mary Jo White, politica e avvocato statunitense (Kansas City, n. 1947)

## Produttrici cinematografiche(1)
- Mary Parent, produttrice cinematografica statunitense (n. 1968)

## Psichiatre(1)
- Mary May Robertson, psichiatra sudafricana (Johannesburg, n. 1948)

## Psicologhe(3)
- Mary Ainsworth, psicologa canadese (Glendale, n. 1913 - Charlottesville, † 1999)
- Mary Whiton Calkins, psicologa e filosofa statunitense (Hartford, n. 1863 - Newton, † 1930)
- Mary Main, psicologa statunitense (n. 1943 - † 2023)

## Registe(7)
- Mary Ayubi, regista cinematografica e giornalista afghana (Kabul)
- Mary Lou Belli, regista e produttrice televisiva statunitense
- Mary Bronstein, regista, sceneggiatrice e attrice statunitense (White Plains, n. 1979)
- Mary Harron, regista e sceneggiatrice canadese (Bracebridge, n. 1953)
- Mary Lambert, regista statunitense (Helena, n. 1951)
- Mary Mazzio, regista, produttrice cinematografica e sceneggiatrice statunitense (Newton, n. 1961)
- Mary McGuckian, regista, sceneggiatrice e produttrice cinematografica britannica (n. 1963)

## Registe teatrali(1)
- Mary Zimmerman, regista teatrale, drammaturga e librettista statunitense (Lincoln, n. 1960)

## Religiose(7)
- Mary Aikenhead, religiosa irlandese (Cork, n. 1787 - Harold's Cross, † 1858)
- Mary Joseph Dempsey, religiosa e infermiera statunitense (Salamanca, n. 1856 - Rochester, † 1939)
- Myrtle Fillmore, religiosa statunitense (Pagetown, n. 1845 - † 1931)
- Mary Kenneth Keller, religiosa e educatrice statunitense (Cleveland, n. 1913 - Dubuque, † 1985)
- Mary Leo, religiosa e insegnante neozelandese (Auckland, n. 1895 - Epsom, † 1989)
- Mary MacKillop, religiosa australiana (Fitzroy, n. 1842 - Sydney, † 1909)
- Mary Ward, religiosa britannica (Mulwith, n. 1585 - Heworth, † 1645)

## Retori(1)
- Mary Burnett Talbert, oratrice e attivista statunitense (Oberlin, n. 1866 - Buffalo, † 1923)

## Sceneggiatrici(4)
- Mary Agnes Donoghue, sceneggiatrice, regista e produttrice cinematografica statunitense (New York, n. 1943)
- Mary Loos, sceneggiatrice e produttrice cinematografica statunitense (San Diego, n. 1910 - Monterey, † 2004)
- Mary Murillo, sceneggiatrice britannica (Bradford, n. 1888 - Ickenham, † 1944)
- Mary H. O'Connor, sceneggiatrice e attrice statunitense (St. Paul, n. 1872 - Los Angeles, † 1959)

## Schermitrici(4)
- Mary Geddes, schermitrice britannica
- Mary Glen Haig, schermitrice britannica (Londra, n. 1918 - † 2014)
- Mary O'Neill, ex schermitrice statunitense (Concord, n. 1965)
- Mary Ann Venables, schermitrice britannica (Mulhouse, n. 1902 - Maiden Bradley, † 1975)

## Sciatrici alpine(3)
- Mary Bocock, sciatrice alpina statunitense (n. 2003)
- Mary Riddell, sciatrice alpina statunitense (n. 1980)
- Mary Seaton, ex sciatrice alpina statunitense (Virginia, n. 1956)

## Scienziate(1)
- Mary Ward, scienziata e illustratrice irlandese (Ballylin, n. 1827 - Birr, † 1869)

## Scultrici(1)
- Mary Vieira, scultrice brasiliana (San Paolo, n. 1927 - Basilea, † 2001)

## Sindacaliste(2)
- Mary Harris Jones, sindacalista e operaia statunitense (Cork, n. 1837 - Silver Spring, † 1930)
- Mary Thomas, sindacalista e attivista danese (Antigua, n. 1848 - Christiansted, † 1905)

## Socialite(1)
- Mary Goelet, socialite statunitense (New York, n. 1878 - Londra, † 1937)

## Sociologhe(1)
- Mary Richmond, sociologa statunitense (Belleville, n. 1861 - New York, † 1928)

## Soprani(5)
- Mary Curtis Verna, soprano statunitense (Salem, n. 1921 - Seattle, † 2009)
- Mary Garden, soprano britannico (Aberdeen, n. 1874 - Aberdeen, † 1967)
- Leontyne Price, soprano statunitense (Laurel, n. 1927)
- Marie Tempest, soprano e attrice inglese (Londra, n. 1864 - Londra, † 1942)
- Margaret Truman, soprano, scrittrice e socialite statunitense (Independence, n. 1924 - Chicago, † 2008)

## Sovrane(1)
- Mary Donaldson, regina e politica danese (Hobart, n. 1972)

## Storiche(3)
- Mary Lindemann, storica statunitense (Cincinnati, n. 1949)
- Mary Beth Norton, storica statunitense (Ann Arbor, n. 1943)
- Mary Alicia Owen, storica statunitense (n. 1850 - † 1935)

## Storiche dell'arte(3)
- Mary Berenson, storica dell'arte statunitense (Germantown, n. 1864 - Firenze, † 1945)
- Mary Ellen Miller, storica dell'arte statunitense (n. 1952)
- Mary Pittaluga, storica dell'arte italiana (Milano, n. 1891 - Firenze, † 1977)

## Supercentenarie(3)
- Mae Harrington, supercentenaria statunitense (Rochester, n. 1889 - Stato di New York, † 2002)
- Mary Kelly, supercentenaria statunitense (Southfield, n. 1851 - Long Beach, † 1964)
- Mary McKinney, supercentenaria statunitense (Sacramento, n. 1873 - Sacramento, † 1987)

## Tenniste(11)
- Mary Browne, tennista statunitense (Contea di Ventura, n. 1891 - Laguna Hills, † 1971)
- Mary Carillo, ex tennista statunitense (New York, n. 1957)
- Mary Carter, ex tennista australiana (Sydney, n. 1934)
- Mary Lou Daniels, ex tennista statunitense (Whiting, n. 1961)
- Mary Gambale, ex tennista statunitense (Winchester, n. 1988)
- Mary Hamm, ex tennista statunitense (n. 1954)
- Mary Bevis Hawton, tennista australiana (Sydney, n. 1924 - Sydney, † 1981)
- Louisa Martin, tennista irlandese (Newtowngore, n. 1865 - † 1941)
- Mary Pierce, ex tennista francese (Montréal, n. 1975)
- Mary Arnold Prentiss, tennista statunitense (n. 1916 - † 1975)
- Mary Sawyer, ex tennista australiana (n. 1957)

## Teologhe(1)
- Mary Baker Eddy, teologa e predicatrice statunitense (Bow, n. 1821 - Chestnut Hill, † 1910)

## Tiratrici a segno(1)
- Mary Tucker, tiratrice a segno statunitense (Pineville, n. 2001)

## Traduttrici(1)
- Elizabeth Herbert, traduttrice, scrittrice e filantropa inglese (Londra, n. 1822 - Londra, † 1911)

## Truccatrici(1)
- Ve Neill, truccatrice statunitense (Riverside, n. 1951)

## Truffatrici(1)
- Mary Toft, truffatrice britannica (Godalming, n. 1703 - Godalming, † 1763)

## Tuffatrici(2)
- Mary Ellen Clark, ex tuffatrice statunitense (Abington, n. 1962)
- Mary Willard, ex tuffatrice statunitense (Phoenix, n. 1941)

## Velociste(4)
- Mary Carew, velocista statunitense (Medford, n. 1913 - Framingham, † 2002)
- Mary Frizzell, velocista canadese (n. 1913 - † 1972)
- Mary Washburn, velocista statunitense (Hudson Falls, n. 1907 - Weymouth, † 1994)
- Mary Wineberg, ex velocista statunitense (New York, n. 1980)

## Viaggiatrici(1)
- Edith Durham, viaggiatrice, scrittrice e etnografa britannica (Londra, n. 1863 - Londra, † 1944)

## Wrestler(2)
- Donna Christanello, wrestler statunitense (Pittsburgh, n. 1942 - Pittsburgh, † 2011)
- The Fabulous Moolah, wrestler statunitense (Contea di Kershaw, n. 1923 - Columbia, † 2007)

## Zoologhe(1)
- Mary J. Rathbun, zoologa statunitense (Buffalo, n. 1860 - Washington, † 1943)

## Senza attività specificata(18)
- Mary Berg, statunitense (Łódź, n. 1924 - York, † 2013)
- Mary Berkeley, britannica
- Big Nose Kate, ungherese (Pest, n. 1850 - Prescott, † 1940)
- Mary Davies Wilburn, britannica (Londra, n. 1883 - New York, † 1987)
- Mary Dickens, britannica (Londra, n. 1838 - Farnham Royal, † 1896)
- Mary Dyer, inglese (Londra, n. 1611 - Boston, † 1660)
- Mary Fitton, inglese (Gawsworth, n. 1578 - † 1647)
- Floriana Foscolo, inglese (Francia, n. 1805 - Londra)
- Mary Hamilton, inglese († 1719)
- Mary Hobry, inglese († 1688)
- Mary Ingalls, statunitense (Pepin, n. 1865 - Keystone, † 1928)
- Mary Jane Kelly, irlandese (Limerick, n. 1863 - Londra, † 1888)
- Mary Jo Kopechne, statunitense (Wilkes-Barre, n. 1940 - Chappaquiddick, † 1969)
- Mary Victoria Leiter, statunitense (Chicago, n. 1870 - Londra, † 1906)
- Mary Scott Lord Dimmick, statunitense (Honesdale, n. 1858 - New York, † 1948)
- Mary Walcott, statunitense (Salem, n. 1675)
- Mary Ann Nichols, britannica (Londra, n. 1845 - Londra, † 1888)
- Mary Webster, statunitense (Hadley)